# NGC 6262
NGC 6262 is een lensvormig sterrenstelsel in het sterrenbeeld Draak. Het hemelobject werd op 23 oktober 1886 ontdekt door de Amerikaanse astronoom Lewis A. Swift.

## Synoniemen
- MCG 10-24-80
- ZWG 299.39
- IRAS 16578+5710
- PGC 59363